# 尼克·博斯特罗姆
尼克·博斯特罗姆（英語：Nick Bostrom，/ˈbɒstrəm/ BOST-rəm，[ˈnɪ̌kːlas ˈbûːstrœm]；1973年3月10日—）是一名出生於瑞典的牛津大學哲學家，以其在存在風險、人擇原理、人類增強倫理學、超智能風險和逆轉測試方面的工作而知名。2011年，他創立了牛津大學馬丁未來技術影響項目，並且是牛津大學人類未來研究所的創始主任。2009年和2015年，他被列入《外交政策》的全球百大思想家名單。
博斯特羅姆發表了200多篇文章，並寫了兩本書，還與人合編了兩本書。他撰寫的兩本書是《人類偏見：科學和哲學中的觀察選擇效應》（2002）和《超級智能：路徑、危險、戰略》（2014）。《超級智能》是《紐約時報》的暢銷書，被伊隆·馬斯克和比爾·蓋茲等人推薦，並幫助普及了「超智能」一詞。
博斯特羅姆認為，超智能，他將其定義為「在幾乎所有感興趣的領域都大大超過人類認知能力的任何智力」，是人工智慧進步的一個潛在結果。他認為超智能的崛起對人類有潛在的高度危險，但他拒絕人類無力阻止其負面影響的觀點。2017年，他聯合簽署了一份所有人工智慧發展應遵循的23項原則的清單。